# Fuerte Ranikot
Fuerte de Ranikot (en sindhi: راڻي ڪوٽ‎) (también conocido como Rannikot) es un fuerte histórico de Talpur cerca de Sann, distrito de Jamshoro, Sind. El Fuerte Ranikot también se conoce como La Gran Muralla de Sindh y se cree que es el fuerte más grande del mundo, con una circunferencia de aproximadamente 32 kilómetros. Las murallas del fuerte se han comparado con la Gran Muralla China.
El sitio fue nominado en 1993 por la Comisión Nacional de Pakistán para el estatus de patrimonio de la humanidad de la UNESCO y desde entonces ha estado en la lista provisional de sitios del Patrimonio de la Humanidad de la UNESCO. El fuerte está catalogado como un sitio histórico bajo la Ley de Antigüedades de 1975 y sus enmiendas posteriores, y se le brinda protección.

## Ubicación

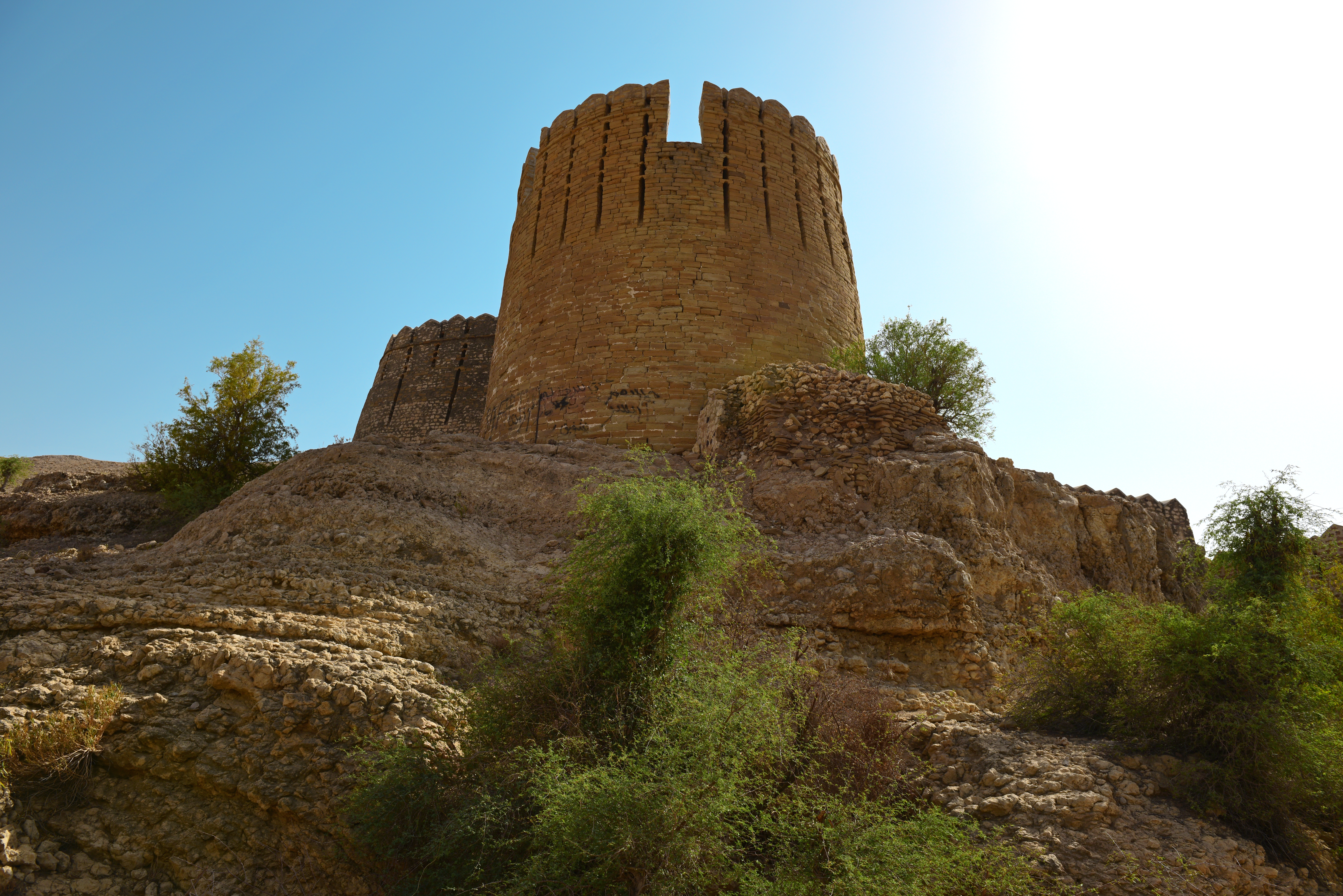
Fuerte Rani Kort

El Fuerte Ranikot está a 90 kilómetros al norte de Hyderabad en la carretera del Indo (N55). También hay un fácil acceso de alrededor de una hora de viaje desde Karachi a Sann en la carretera del Indo. Un camino de desvío, que comienza a poca distancia de Sann, el pueblo más cercano, conduce al fuerte a lo largo de 21 kilómetros (13,0 mi) camino y llega a la puerta este de la fortaleza, conocida como Sann Gate. Sann es una cabecera de ferrocarril en la línea Kotri-Larkana del Ferrocarril de Pakistán. El fuerte está dentro del parque nacional de Kirthar, el segundo parque nacional más grande de Pakistán.

## Historia
Se desconoce el propósito original y los arquitectos del Fuerte Ranikot. Anteriormente se creía que el fuerte se construyó durante los regímenes de los sasánidas, los escitas, los partos o los griegos bactrianos; sin embargo, la evidencia más reciente muestra que el fuerte se originó bajo los Talpur y se construyó durante la administración de Nawab Wali Muhammed Leghari, el Primer Ministro de Sindh durante la dinastía Talpur.
Los arqueólogos marcaron el siglo XVII como la época de su primera construcción, pero los arqueólogos de Sindh están de acuerdo en que algunas de las estructuras actuales fueron reconstruidas por la dinastía Talpur en 1812 a un costo de 1,2 millones de rupias (Sindh Gazetteer, 677). Las almenas de Ranikot formaron la última capital de los emires de Sind, cuando quedaron bajo el dominio colonial del Imperio Británico. Se realizaron pruebas de radiocarbono en la puerta de Sann en el carbón incrustado en el mortero de un pilar derrumbado de la puerta este del fuerte. Estas pruebas han confirmado que esta puerta probablemente se renovó entre principios del siglo XVIII y principios del siglo XIX, antes de que Gran Bretaña invadiera el fuerte cuando los Kalhoras, o muy probablemente los Talpur Mirs de Sindh, gobernaban el área.

## Características

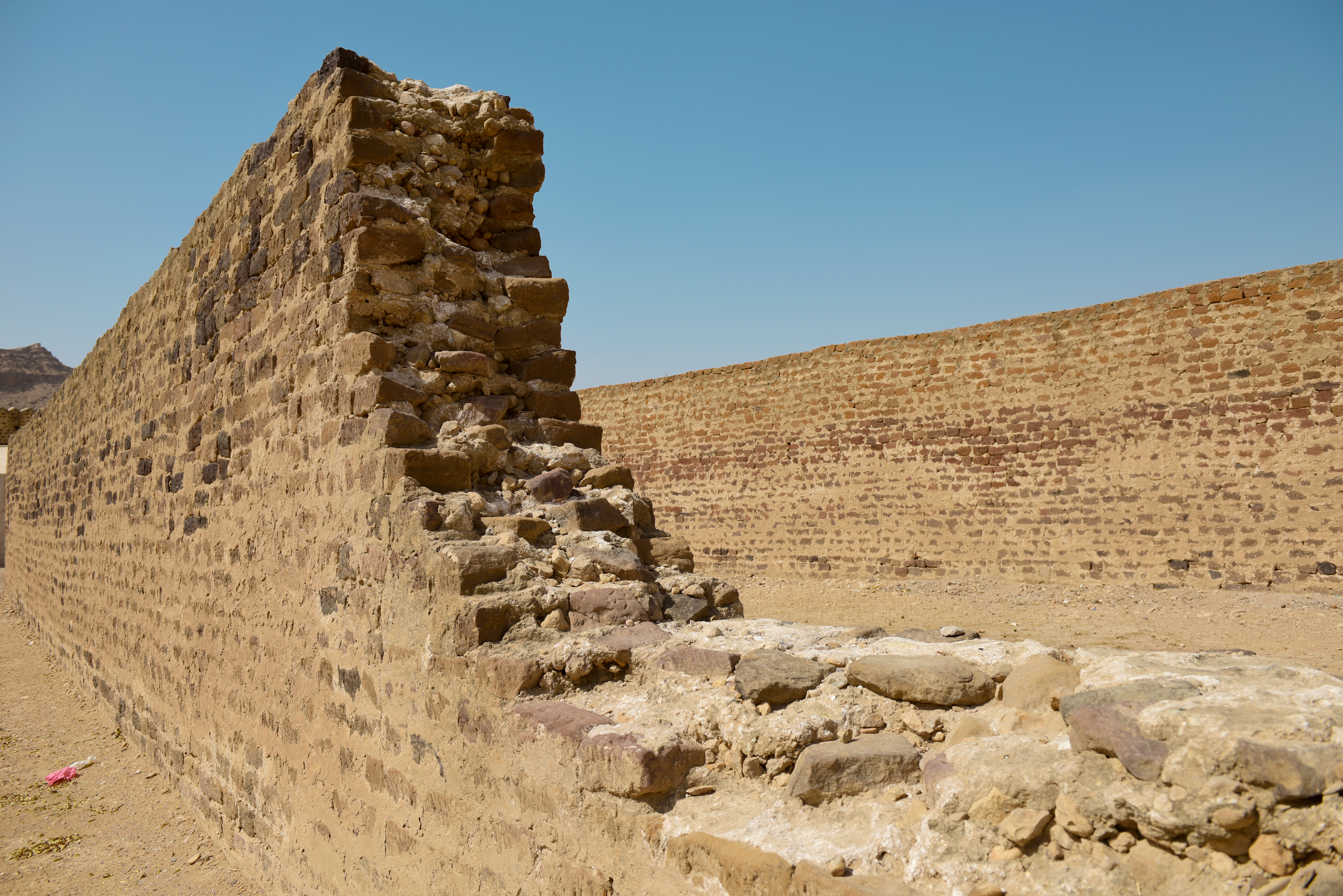
Estructura detallada de la pared interna

El fuerte es enorme, conecta varias montañas inhóspitas de las colinas de Kirthar a lo largo de los contornos, y mide 31 kilómetros (19,3 mi) de longitud. El muro del fuerte está intercalado con varios baluartes, y tres tienen forma semicircular. La parte norte del perímetro del fuerte es una formación montañosa alta natural, mientras que los otros tres lados están cubiertos por muros del fuerte. Dentro de este fuerte principal hay un fuerte más pequeño conocido como el "Fuerte Miri" que tiene aproximadamente 3 km de la puerta de Sann, y se dice que sirvió como palacio de la familia real Mir. Toda la estructura del fuerte ha sido construida con piedra y mortero de cal. El fuerte está construido en forma de zig-zag, con cuatro puertas de entrada en forma de romboide. Las cuatro puertas son: Puerta Sann, Puerta Amri, Puerta Shah-Pere y Puerta Mohan. Dos de las puertas, frente a cada uno son atravesados en diagonal por el río Sann; la primera puerta está en el lado occidental y está bordeada por el agua del río y es de difícil acceso. La puerta de entrada sur tiene una puerta de doble puerta. Dentro de las puertas hay dos nichos que tienen ornamentación floral y piedras talladas.

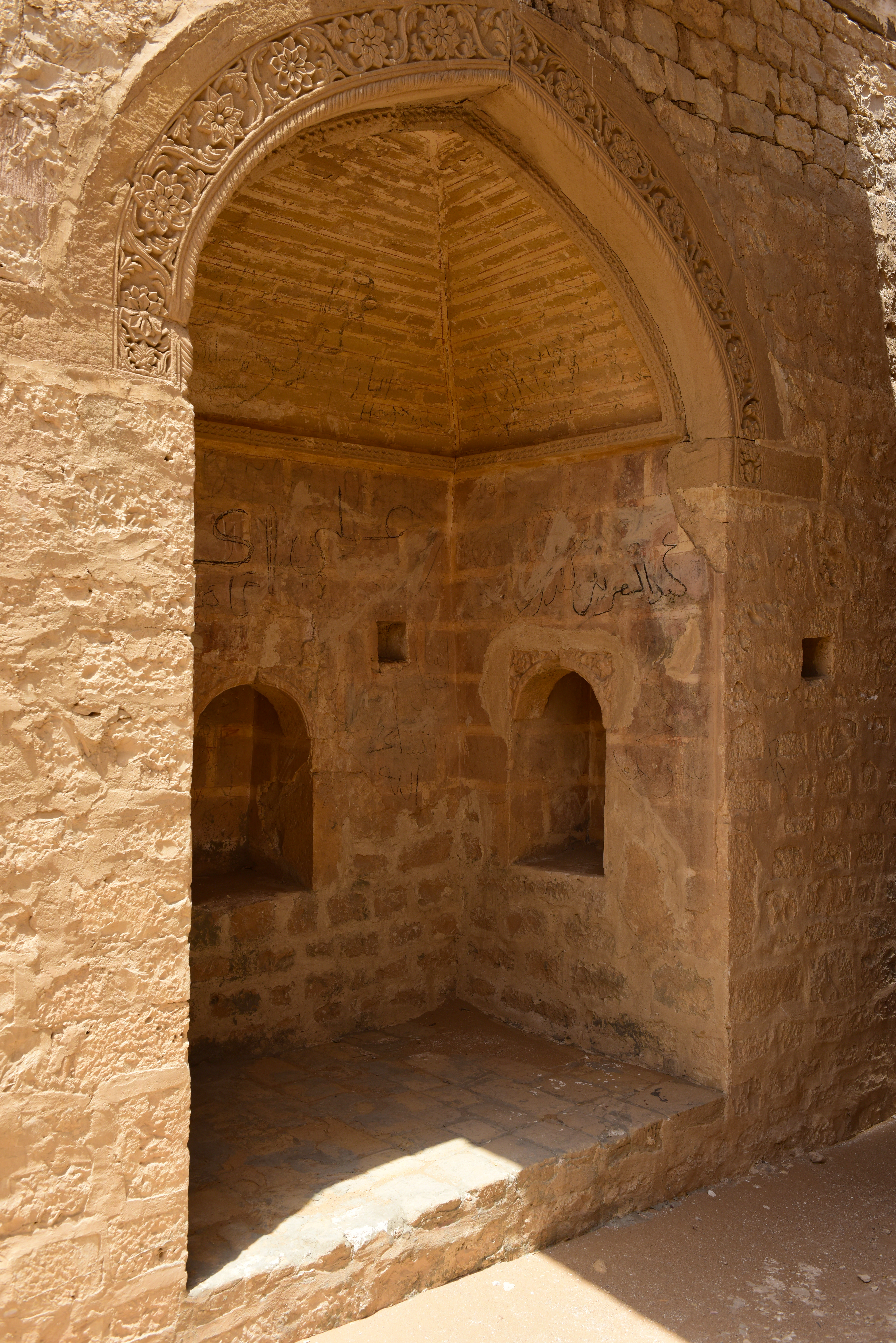
Talla arquitectónica antigua en las paredes de Rani Kort

La puerta de Sann está bien conservada y se puede escalar para llegar a la parte superior del fuerte desde ambos lados para obtener una vista panorámica del terreno alrededor del fuerte. Esta puerta es también la entrada al Meeri.

## Restauración
El Fuerte fue restaurado por primera vez por Nawab Wali Muhammed Leghari, quien fue el Primer Ministro de Sind bajo la dinastía Talpur. Se llevaron a cabo trabajos de restauración en el fuerte, particularmente en el complejo de la Puerta de Sann, el muro de fortificación que se extiende hacia el sur, incluida la mezquita y el pequeño fuerte o palacio de Meeri dentro del fuerte principal. Estos fueron realizados por el departamento de Arqueología de Pakistán, el Departamento de Cultura de Sindh y la administración del distrito de Dadu. Tras las denuncias de mala construcción y favoritismo en la adjudicación de contratos, se instituyó una investigación en 2005. El informe de la Comisión de Investigación indicó que los trabajos de restauración se realizaron de manera deficiente con cemento y piedra nueva sin cumplir con la "Carta de Venecia para la Conservación y Restauración de Monumentos y Sitios" y recomendó la detención de más trabajos en el fuerte. Según este informe, en 2006 se suspendieron más trabajos de restauración.

## Galería

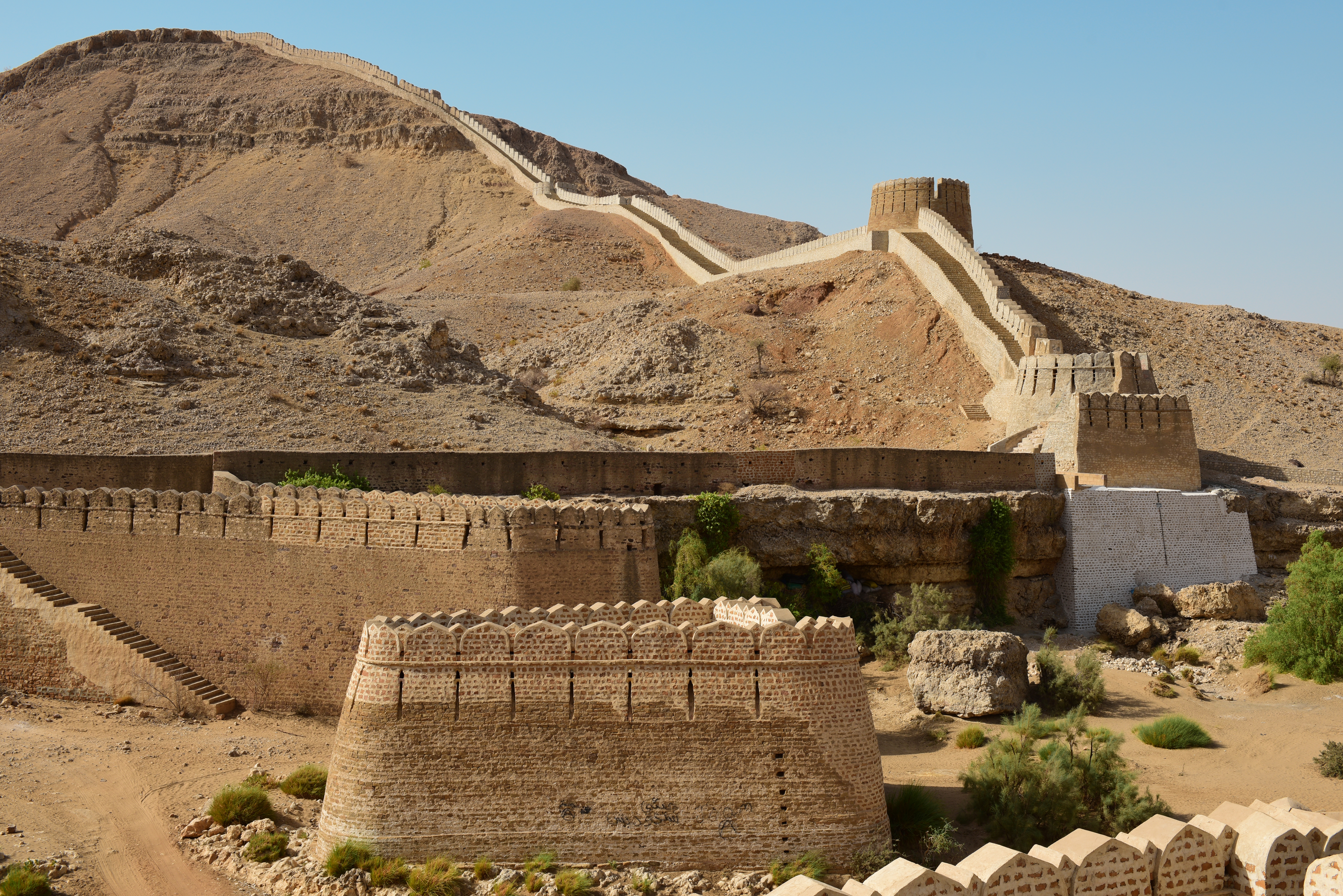
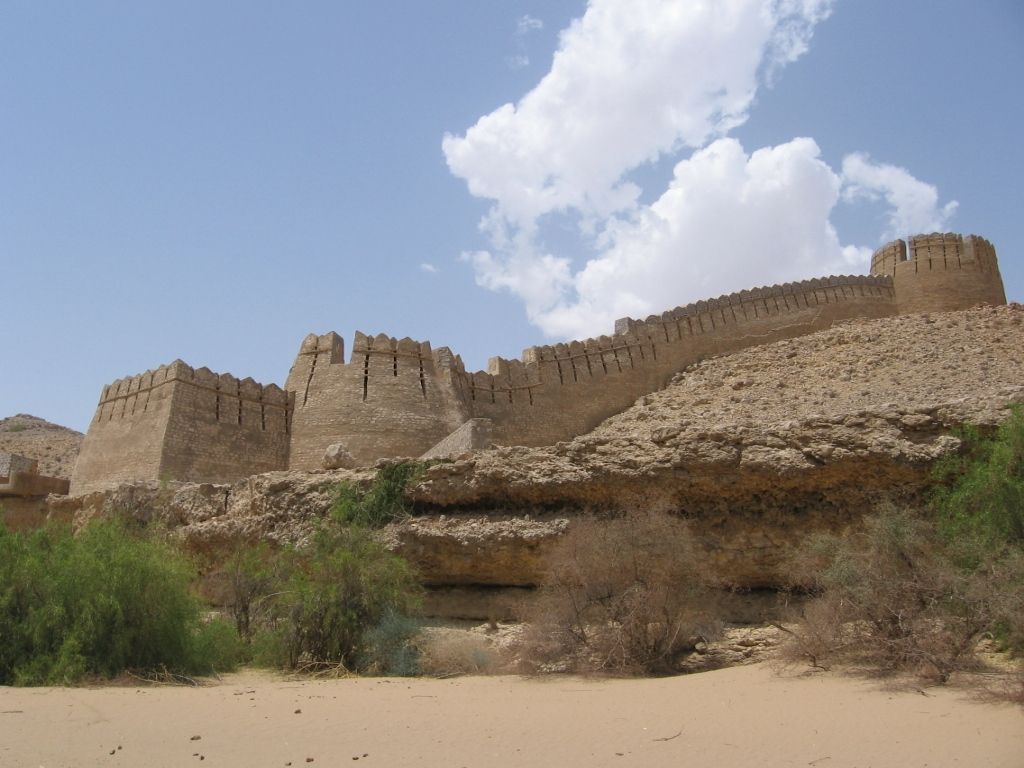
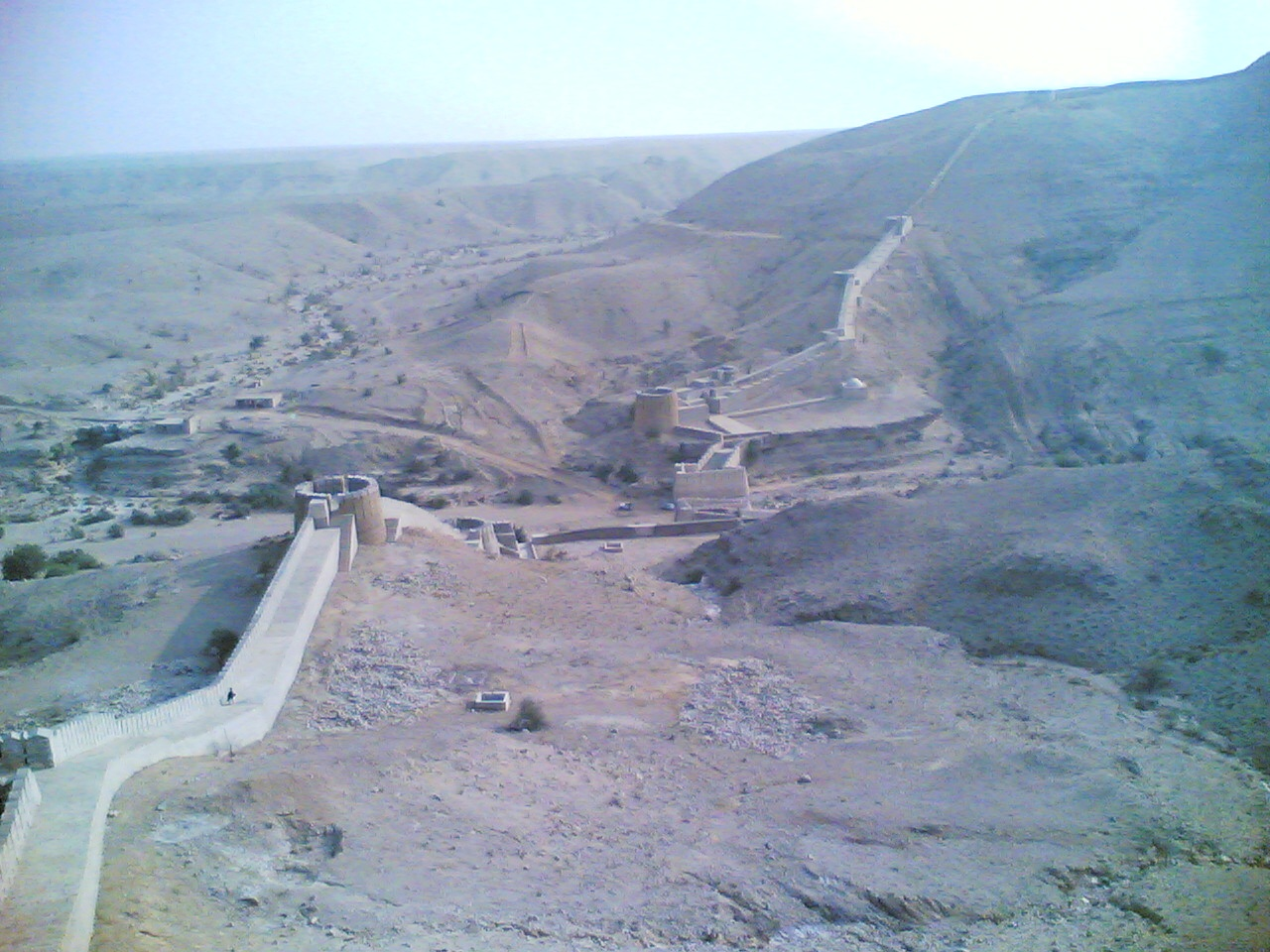
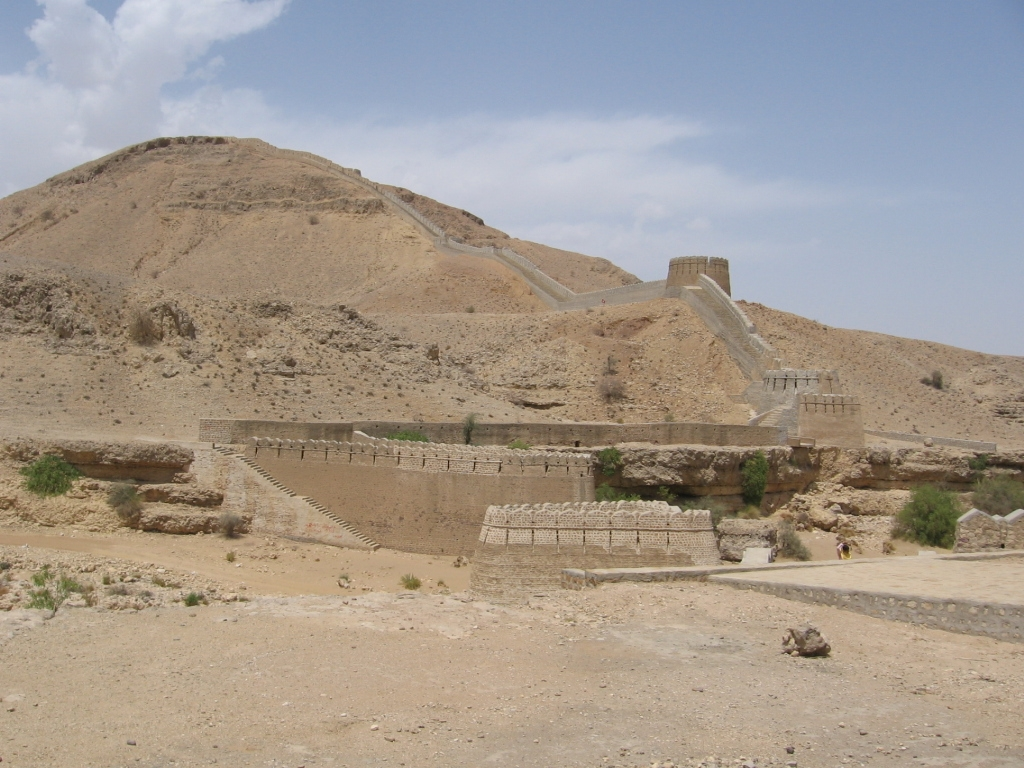
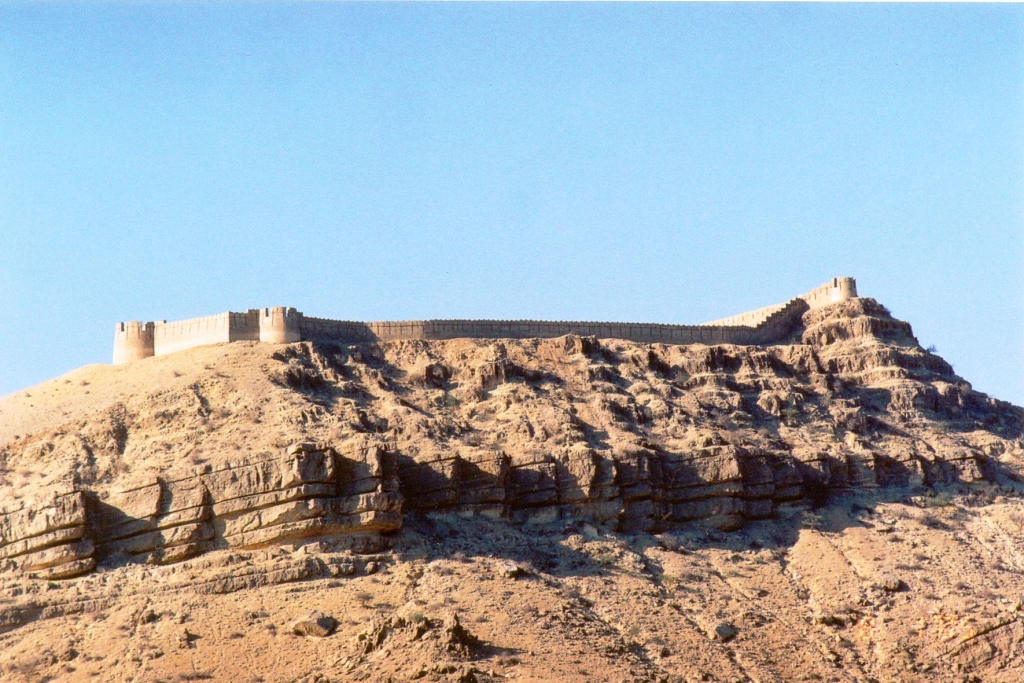